# Gunther-R. Eggert
Gunther-R. Eggert, als Autor bekannt als Rod Finkenstein, (* vor 1945 in Gollnow) ist ein deutscher Regisseur, Choreograph, Autor, Tänzer, Schauspieler und Sänger.

## Leben
Eggert wurde in Gollnow (bei Stettin) im heutigen Polen geboren und musste noch in jungen Jahren mit seinen Eltern von dort fliehen. Er begann seine Karriere als Tänzer in Flensburg. Neben der klassischen Ballettausbildung absolvierte er eine umfassende Jazz- und Tap dance-Ausbildung in New York, war Solotänzer unter John Cranko am Württembergischen Staatstheater Stuttgart. Bereits zu dieser Zeit begann er erste Choreographien zu erarbeiten, gründete und leitete das  Deutsche Jazz-Ballett und gewann den 1. Preis für Jazz-Choreographie vom Amerika Haus in München.
Da ihn das Theater allgemein immer stärker interessierte, arbeitete er bei Günther Rennert, Staatsoper Stuttgart, Wiener und Pariser Oper sowie im Bereich Sprech-Theater bei Peter Palitzsch und Karl Vibach, Stuttgart, Staatsschauspiel. Der nächste Schritt führte ihn zunächst als Fernseh-Choreograph zum Süddeutschen Rundfunk Fernsehen, Stuttgart, dann als Chef-Choreograph und Redakteur zum ZDF Mainz. Hier begann er auch mit ersten Fernsehregien.
Es folgten über 200 Film- und Fernsehproduktionen als Regisseur, Choreograph, Autor und Redakteur bei fast allen deutschen Fernsehanstalten. Darunter finden sich auch: Filmarbeiten in Wien mit Herbert von Karajan, Regie und Redaktion in der Werbung und ein 1. Preis in Paris für einen Werbespot. Gunther-R. Eggert war entscheidend beteiligt an der  Quiz-Sendung "Erkennen Sie die Melodie", für die er in 48 Folgen als Choreograph verantwortlich war und häufig als Tänzer mitwirkte.
Er spezialisierte sich auf Musical, arbeitete freiberuflich an vielen deutschen Theatern und war von 1975 bis 1983 im Festengagement in der einmaligen Doppelposition als Oberspielleiter für Musical und Operette sowie Ballettdirektor am Theater Dortmund.
In seinem künstlerischen Schaffen kann er auf mehr als hundert Inszenierungen und Choreographien, darunter deutsche, europäische und Welturaufführungen, verweisen. Dabei hat er mit vielen bekannten Künstlern gearbeitet, wie z. B. Herbert v. Karajan, Wilhelm Schüchter, René Kollo, Udo Jürgens, Max Greger, Ernst Stankowski, Paul Kuhn, Eva Pflug, Irene Mann, Maria Schell, Hartwig Rudolz, Gitte, Mary Roos, Ingeborg Hallstein, Helmut Zacharias, Peter Kraus, Roberto Blanco, James Krüss, Kurt Graunke, Sir Peter Ustinov, Marlene Charell, Bibi Johns, Vivi Bach, Rex Gildo, Carel Gott, Axel Führbringer, Lil Babs, Jürgen Feind u. a.
Er war ein Musical-Mann der ersten Stunde in Deutschland als Darsteller, Choreograph und Regisseur, und man kann sagen, er hat entscheidend dazu beigetragen, das Musical in Deutschland durchzusetzen. Sein Stepptanz brachte ihm den Titel „der deutsche Fred Astaire“ ein.
Seit einigen Jahren ist der in München ansässige Künstler auch als Autor unter dem Pseudonym Rod Finkenstein tätig. Seine Werke erscheinen in der Edition TOP MUSIC im  "G. Ricordi-Verlag München". Er ist Co-Autor bei dem Musical "Jack the Ripper" von Günther Fischer und Stefan Berliner, das in Plauen in dieser Fassung seine Uraufführung hatte.
2006 brachte er als Autor und Regisseur das erste Musical über das Leben von Karl Valentin mit dem Titel „Spaß an der Freud'“ in München zur Welturaufführung.
Am 15. Juli 2009 kann Gunther-R. Eggert auf eine 60-jährige Bühnenarbeit zurückblicken.

## Inszenierungen
Operetten
- Viktoria und ihr Husar, 1974 Städt. Bühnen Dortmund
- Boccaccio, 1974 Städt. Bühnen Dortmund, 1988 Stadttheater Würzburg
- Maske in Blau, 1974 Stadttheater Würzburg, 1987 Stadttheater Pforzheim, 1988 Stadttheater Trier
- Clivia, 1975 Pfalztheater Kaiserslautern, 1976 Stadttheater Würzburg, 1981 Städt. Bühnen Dortmund
- Die Csardasfürstin, 1975 Städt. Bühnen Dortmund, 1986 Landestheater Coburg, 1993 Staatsoperette Dresden, 1991 Stadttheater Würzburg
- Schwarzwaldmädel, 1976 Pfalztheater Kaiserslautern
- Land des Lächelns, 1977 Städt. Bühnen Dortmund, 1995 Stadttheater Würzburg
- Nacht in Venedig, 1977 Städt. Bühnen Dortmund, 1984 Städt. Bühnen Osnabrück, 1996 Stadttheater Plauen
- Die lustige Witwe, 1978 Städt. Bühnen Dortmund, 1996 Theater Görlitz
- Glückliche Reise, 1979 Stadttheater Würzburg
- Der Zarewitsch, 1979 Städt. Bühnen Dortmund, 1989 Stadttheater Würzburg
- Der Vetter aus Dingsda, 1980 Städt. Bühnen Dortmund, 1988 Stadttheater Würzburg
- Der Bettelstudent, 1982 und 1993 Stadttheater Würzburg, 1983 Städt. Bühnen Dortmund, 1984 Ulmer Theater, 1985 Landestheater Coburg, 1985 Stadttheater Pforzheim
- Gräfin Mariza, 1983 Städt. Bühnen Dortmund, 1983 Ulmer Theater, 1990 Stadttheater Würzburg, 1998 Stadttheater Plauen, 1999 Brandenburger Theater
- Feuerwerk, 1983 Ulmer Theater, 1988 Landestheater Coburg
- Pariser Leben, 1984 Theater Augsburg
- Die Zirkusprinzessin, 1984 Landestheater Coburg
- Meine Schwester und ich, 1985 Stadttheater Würzburg
- Die Fledermaus, 1985 Landestheater Coburg, 1990 Stadttheater Würzburg
- Die Landstreicher, 1986 Stadttheater Pforzheim
- Saison in Salzburg, 1986 Theater Augsburg
- Banditenstreiche, 1987 Landestheater Coburg, 1991 Stadttheater Würzburg
- Gasparone, 1989 Stadttheater Pforzheim
- Wiener Blut, 1989 Stadttheater Würzburg
- Walzertraum, 1992 Stadttheater Würzburg
- Giuditta, 1992 Stadttheater Würzburg
- Der Vogelhändler, 1993 Stadttheater Würzburg
- Im weißes Rößl, 1996 Stadttheater Würzburg

Musicals
- Geliebte Kleinstadt, UA 1969 Württemberg. Landesbühne Esslingen (Buch)
- Can Can, 1965 Staatstheater Stuttgart (Choreograph), 1976 Stadttheater Würzburg, Städt. Bühnen Dortmund 1978
- Hello Dolly, 1970 Stadttheater Würzburg, 1972 Pfalztheater Kaiserslautern, 1985 Landestheater Coburg, 1986 Lübecker Theater
- Kiss me Kate, 1971 und 1993 Stadttheater Würzburg, 1975 Städt. Bühnen Dortmund, 1988 Stadttheater Gießen
- No, no, Nanette, 1973 Pfalztheater Kaiserslautern, 1974 Stadttheater Würzburg
- Finians Rainbow, DE 28. September 1975 Pfalztheater Kaiserslautern, 1979 Städt. Bühnen Dortmund
- Lady be good, DE 19. September 1976 Städt. Bühnen Dortmund
- Irma la Douce, 1976 Städt. Bühnen Dortmund
- Oh, Kay, DE 31. Mai 1978 Städt. Bühnen Dortmund
- Oklahoma, 1980 Städt. Bühnen Dortmund, 1994 Theater Görlitz
- Adam und Eva, UA 29. März 1981 Stadttheater Würzburg
- Seidenstrümpfe, 1983 Städt. Bühnen Dortmund
- Der Mann von La Mancha, 1985 Stadttheater Würzburg
- Gigi, 1985 Lübecker Theater, 1991 Stadttheater Würzburg
- My Fair Lady, 1986 Landestheater Coburg
- Show Boat, 1987 Landestheater Coburg, 1989 Stadttheater Würzburg
- The King and I, 1992 Stadttheater Würzburg
- Evita, 1994 Stadttheater Pforzheim, 1995 Stadttheater Görlitz, 1998 Stadttheater Plauen
- Der kleine Horrorladen, 1994 Stadttheater Würzburg, 1996 Stadttheater Görlitz
- Guys and Dolls, 1994 Stadttheater Würzburg
- Singing in the rain, DE 15. April 1994 Staatsoperette Dresden
- Zauberer von Oz, 1995 Stadttheater Görlitz
- Chicago 1995 Stadttheater Würzburg, 1996 Stadttheater Görlitz
- Jack the Ripper, UA der Neufassung 25. Mai 1997 am Stadttheater Plauen
- La Cage aux Folles, 1997 Stadttheater Würzburg
- I do, I do, 1998 Stadttheater Plauen
- Sugar, 2000 Plauen
- Jesus Christ Superstar, 1999 erstmals aufgeführt in einer Kirche in Plauen, 2001 Stralsund, 2001 Greifswald
- Spaß an der Freud', UA 9. Februar 2006 in München

Ballettabende
- Le petit riens
- Kleine Nachtmusik
- Sylphidiaden
- Hamlet
- Rhapsodie in Blue
- Ein Amerikaner in Paris
- Tap Dance Symphony (ohne Musik)
- Beine (Stepp)
- Golden Boy
- Fancy Free
- Zebrastreifen
- Drum-Suite
- Voodoo-Suite (1. Preis für Jazz-Choreographie)
- City of Glass
- Caravan

## Werke
Musicals
- Der olympische Traum (Buch und Musik)
- Rocky Mozart (Buch)
- Spaß an der Freud' (Buch)
- Jack the Ripper, Co-Autor

Komödie
- Der Lotteriegewinn (Autor)